# Dennis Wilcock
Dennis Wilcock (geb. 29. September 1950) ist ein ehemaliger Sänger von Iron Maiden aus der Zeit der Gründungsphase in den 1970er Jahren. Er verließ die Band, um eigene musikalische Pläne zu verwirklichen. Zwischenzeitlich verließ Wilcock das Musikgeschäft vollständig für eine Beschäftigung in der Lebensversicherungsbranche.

## Zeit bei Iron Maiden
Dennis Wilcock war von 1976 bis 1977/78 bei Iron Maiden als der in der chronologischen Abfolge zweite Sänger der Band. Er ist der Vorgänger von Paul Di’Anno und ersetzte den ersten Sänger Paul Day, dem von Bassist und Bandleader Steve Harris mangelnde Bühnenpräsenz vorgeworfen wurde. Wilcock war Steve Harris bereits von dessen voriger Band Smiler bekannt, in der Wilcock ebenfalls der Sänger war. Als Fan der Rockgruppe Kiss trat Wilcock mit Maskerade auf und benutzte Blutimitate. Spannungen zwischen Wilcock und dem Gitarristen Dave Murray führten zu der Entlassung von Wilcock – es wird sogar von einer vorübergehenden Auflösung der Band berichtet. Nachdem sich die Band neu formiert hatte, trennte sich Wilcock von ihr, um die Band V1 zu gründen. Danach kehrte auch Dave Murray zurück und Paul Di'anno folgte als Sänger bei Iron Maiden.

## Sonstiges Engagement
Seit 2016 ist er wieder mit seiner Band V1 aktiv. Er war dort auch schon nach seiner Trennung von Iron Maiden seit 1977 als Sänger aktiv. Folgende Aufnahmen sind von ihm bekannt:
- The Spaceward Super Sessions (Split) 2015
- Armageddon: End of the Beginning 2017

Darüber hinaus sang er in folgenden Bands:
- Smiler (1974 – 1975)
- Warlock (bis 1976)
- Nitro (1975)
- Gibraltar (1978 – 1981, 1984)
- Bearded Lady (Zeitraum unbekannt)
- Tiger Lilly (1975)

Die Indexseite „Metal Archives“ listet für ihn des Weiteren folgende Gesangsengagements:
- Elmo’s Fire (1971 – ?)
- Front Room (1974)

Gibraltar nahm 1980 die drei Songs „You Drive Me Crazy“, „Mr. Marshall“ und „Sixteen and Loose“ auf. Dieses Demo wurde später offiziell das erste Mal auf „The Spaceward Super Sessions“ mit Demos von V1 veröffentlicht. Die Band Gibraltar nahm verschiedene ehemalige Musiker von Iron Maiden auf; dies waren Tony Sawyer, Tony Parsons (mit seinem Bruder Steve als Bassist) und Ron Matthews; der Sound der Band soll dem von Iron Maiden sehr ähnlich gewesen sein.

## Weiterführende Literatur
- Stenning, Paul, Iron Maiden: 30 Years of the Beast – The Complete Unauthorised Biography, Chrome Dreams 2006, ISBN 1-84240-361-3
- Wall, Mick, Iron Maiden: Run to the Hills, the Authorised Biography, 2004 (3rd edition), Sanctuary Publishin, ISBN 1-86074-542-3